# Desa Kalimati (administrativ by i Indonesien, Jawa Barat, lat -6,91, long 108,59)
Desa Kalimati är en administrativ by i Indonesien.   Den ligger i provinsen Jawa Barat, i den västra delen av landet, 210 km öster om huvudstaden Jakarta.